# 24時間テレビ 愛は地球を救う2
24時間テレビ「愛は地球を救う」2は、日本テレビ系列にて1979年8月25日（土）19:00 - 8月26日（日）19:30まで生放送された2回目となる『24時間テレビ』である。

## 概要
前回は土曜20:00 - 日曜20:00放送だったが、今回は開始時刻が土曜19:00に早まり、終了時刻も日曜19:30に繰り上がった。なお放送開始当初の25日土曜20:00 - 20:54にはプロ野球中継「巨人×広島東洋」（後楽園球場）を放送する予定だったが、雨天中止となり、当初19時台のみの放送予定だった「グランドプロローグ」が延長放送された（明くる26日日曜は予定通り開催され、当キャンペーン終了後の19時30分から20時54分に放送されている）。
今回は萩本欽一（コント55号）が総合司会に昇格、そして徳光和夫アナウンサーとピンク・レディー（未唯mie・増田恵子）がチャリティーパーソナリティーに昇格した。また『徹子の部屋』（テレビ朝日系列）や、当時『ザ・ベストテン』（TBS系列）の司会を務めていた黒柳徹子が唯一の司会担当となった。
メイン会場は二代目日本青年館に代わったが、日本青年館での開催はこれが唯一、次回からは（一部を除き）日本武道館での開催となる。
メインテーマは第1回に引き続き、『寝たきり老人にお風呂を!
身障者にリフト付きバスと車椅子を!』となっている。
同年2月に日本テレビ系列である静岡第一テレビが開局。その為静岡けんみんテレビ(テレビ朝日系列)でのクロスネット放映は前年の第一回放送のみで終了し、静岡県内での「24時間テレビ」のフルネット放送が開始された。

## 出演者

### 総合司会
- 國弘正雄
- 黒柳徹子
- 萩本欽一（コント55号）

### チャリティーパーソナリティー
- 徳光和夫（日本テレビアナウンサー）
- ピンク・レディー（未唯mie・増田恵子）